# Santa Lopesierra
Samuel Santander Lopesierra Gutiérrez (Maicao, La Guajira, 16 de noviembre de 1961), conocido como Santa Lopesierra o por su alias "El hombre Marlboro", es un expolítico y exnarcotraficante colombiano.

## Familia
Lopesierra nació en 1961 en Maicao, Guajira. Hijo del comerciante Samuel Lopesierra Bernier y el ama de casa Guillermina Gutiérrez. Lopesierra tiene tres hermanos, José Fernando, Carlos Alberto y María del Socorro. La familia tenía como negocio el almacenamiento en bodegas de todo tipo de productos en la localidad de Maicao, epicentro del comercio formal e informal entre Colombia y Venezuela. La familia mantuvo sus negocios en La Guajira, pero trasladaron su residencia a Barranquilla.
Lopesierra estudió en el Liceo Cervantes de Barranquilla, de donde se graduó en 1978. En 1984 se graduó de economista en la South Illinois University, Estados Unidos.

## Política y mafia
En 1986, Lopesierra fue elegido concejal del municipio de Maicao por el Movimiento Independiente Liberal (MIL) y en 1988 fue elegido diputado por el departamento de La Guajira obteniendo 11 000 votos. Durante este tiempo Lopesierra fue asociado con la familia Manzur, radicada en la isla caribeña de Aruba. El consorcio de los Manzur en Aruba proveía a Lopesierra en Maicao con cigarrillos, licores y electrodomésticos.
En 1994, las autoridades de Estados Unidos desmantelaron una red de lavado de dinero en la isla de Puerto Rico. Las autoridades norteamericanas determinaron que Lopesierra hacía parte central de la estructura de lavado de activos junto a sus socios Eric y Alex Manzur, aliados de Jesús Sarria y su esposa Elizabeth Montoya, los mismos que en 1994 donaron medio millón de dólares a la campaña de Ernesto Samper. Por su parte Lopesierra había convertido su bodega llamada San José en el casco urbano de Maicao en uno de los centros de distribución más grande de mercancía ilegal de Colombia.
A pesar de las acusaciones en su contra, Lopesierra resultó elegido al Senado de Colombia a la edad de 33 años en 1994 y en representación del partido Liberal. El senador Lopesierra contó con el apoyo de Ernesto Samper cuando ya era conocido como el "Zar del Contrabando". Lopesierra obtuvo la más alta votación en la región Caribe con unos 40 mil votos, lo que alarmó a medios y políticos capitalinos que sabían de su prontuario.
Lopesierra fue relacionado con el asesinato del líder conservador Álvaro Gómez Hurtado; alias Rasguño aseguró haber entregado $2.000 millones para la campaña de Ernesto Samper y el guajiro Santa Lopesierra declaró que Orlando Henao Montoya, alias "El Hombre del Overol", le pidió 500 mil dólares para el asesinato de Gómez Hurtado. Tras su extradición a Estados Unidos en 2007, Lopesierra aseguraró varias veces que "Samper y funcionarios de su gobierno estuvieron, presuntamente, vinculados al asesinato". Con el crimen de Gómez Hurtado se buscaba tapar el escándalo del Proceso 8.000, en el que narcotraficantes del Cartel de Cali financiaron la campaña presidencial de Ernesto Samper. Siendo senador, Lopesierra mantuvo nexos con el Cartel del Norte del Valle y el Cartel de la Costa.
En 1997, Lopesierra fue visto supervisando camiones repletos de cigarrillos y licores que partían a medida que llenaban sus cupos con la carga de barcos. Lopesierra ingresaba a la semana unas 200.000 pacas de cigarrillos y 400.000 cajas de whisky del exterior a puertos en la península de La Guajira, que luego almacenaba en Maicao.
Según versiones individuales de los exparamilitares Salvatore Mancuso y  Jorge 40, entre sus reuniones para instalar el paramilitarismo en La Guajira estuvieron Mancuso, Jorge 40, Lopesierra y Jorge Gnecco Cerchar. Lopesierra es considerado el mentor del exgobernador de La Guajira Kiko Gómez y el narcotraficante Marquitos Figueroa. El 4 de mayo de 1997, fueron capturados por las autoridades en San Juan del Cesar, Guajira, Salvatore Mancuso, Jorge 40 y otros hombres de las ACCU cuando transportaban un cargamento de armas sin salvoconductos. Dos hombres que intercedieron para liberarlos fueron Lopesierra y Kiko Gómez. Los otros paramilitares capturados fueron René Ríos González, alias Santiago Tobón, y Lino Arias Paternina, alias José María.
Otros de los notables socios de Lopesierra fue Rubén Darío Cotes Gómez alias "Memo", "Memín Cotes" o "Mojarra", la primera persona de etnia indígena que fue extraditada a Estados Unidos por narcotráfico.
El 6 de mayo de 1998, el contador de Lopesierra, Gustavo Díaz, guardó el maletín de Lopesierra en el apartamento de Luis Reynaldo Murcia Sierra, alias Martelo. Las autoridades colombianas y la DEA allanaron el apartamento y encontraron el maletín repleto con detalles específicos con las operaciones ilícitas que su jefe Lopesierra llevaba a cabo. Los documentos reflejaron los nexos directos de Lopesierra con rutas de vuelo y navegación marítima usadas para el tráfico de droga entre México, Colombia, Venezuela y Europa, sus nexos con el cartel de Bogotá, sobornos a numerosos funcionarios en varios países para permitir el paso de su mercancía o dinero ilícito. Los documentos constataron los nexos de Lopesierra con Ghassan Omar Fakih y otros narcotraficantes.
Lopesierra fue objeto de saludos en numerosos vallenatos interpretados por Diomedes Díaz, y Jorge Oñate, quien lo llamó “Santa Lopesierra, futuro senador” en la canción El hombre tuyo.

## Captura, extradición y condena
Lopesierra fue capturado en 2002 y enviado a la cárcel de máxima seguridad de Cómbita, Boyacá, extraditado de Colombia a Estados Unidos en 2003 y en 2007 fue condenado a 25 años de prisión en Estados Unidos por traficar más de dos toneladas de cocaína. La sentencia fue dada por un juez del Distrito Federal de Columbia.
El 19 de febrero de 2005, el gobierno de Colombia inició la extinción de dominio contra Lopesierra y su familia. Las autoridades incautaron propiedades en las ciudades de Medellín, Cartagena, Riohacha, Maicao y Barranquilla, incluyendo dos centros comerciales. Entre las personas afectadas por la medida figuraban Lopesierra, sus hermanos Carlos Alberto y José Fernando Lopesierra, Ignacio Arturo Pana, Héctor Manuel Jasbum, Dolcey Padilla Padilla, Yuri Alf Valdeblánquez y Hassan Omar Fakih. En 2021, Lopesierra fue liberado tras pagar parte de su condena en Estados Unidos. Fue candidato a la alcaldía del municipio de Maicao, pero su inscripción fue revocada por el Consejo Nacional Electoral.